# Indywidualne Mistrzostwa Polski w Zapasach 2001

## Mistrzostwa Polski w Zapasach2001

### Kobiety
9. Mistrzostwa Polski – 25–26 maja 2001, Białogard

### Mężczyźni
- styl wolny

54. Mistrzostwa Polski – 25–27 maja 2001, Białogard
- styl klasyczny

71. Mistrzostwa Polski – 20–22 października 2001, Pabianice

## Medaliści

### Kobiety
| Kategoria: | Złoto:                             | Srebro:                                   | Brąz:                                                                     |
| 46 kg      | Katarzyna Zalewska Wissa Szczuczyn | Jolanta Lewandowska Włókniarz Łódź        | Magdalena Kucharczyk Platan Borkowice Edyta Wolska Sokół Lublin           |
| 51 kg      | Marta Wojtanowska Bizon Milicz     | Iwona Matkowska Agros Żary                | Justyna Murgała Pojezierze Łęczna Katarzyna Zyzdorf Gwardia Warszawa      |
| 56 kg      | Ewa Iwańska Gwardia Warszawa       | Katarzyna Górczyńska Suples Kraśnik       | Ewa Jarząbek Wissa Szczuczyn Katarzyna Kapusta AZS-AWF Warszawa           |
| 62 kg      | Monika Michalik Szczyt Boguszów    | Wioletta Kaczmarek Slavia Ruda Śląska     | Izabella Kozera Włókniarz Łódź Agnieszka Wieszczek Heros Witków           |
| 68 kg      | Monika Kowalska Włókniarz Łódź     | Anna Udycz Gwardia Warszawa               | Sylwia Leśkiewicz Znicz Podzamcze Chęcińskie Monika Maj Cement Gryf Chełm |
| 75 kg      | Edyta Witkowska Platan Borkowice   | Anna Wawrzycka Znicz Podzamcze Chęcińskie | Agnieszka Norek Platan Borkowice Anna Urzędowska Derby Kobylanka          |

### Mężczyźni

#### Styl wolny
| Kategoria: | Złoto:                                | Srebro:                                | Brąz:                                                                         |
| 54 kg      | Sylwester Wojtak Włodawianka Włodawa  | Adrian Mazan Gwiazda Bydgoszcz         | Paweł Knap GKS Górnik Łęczna Przemysław Stencel Włókniarz Łódź                |
| 58 kg      | Tadeusz Kowalski Włodawianka Włodawa  | Stanisław Surdyka Stal Rzeszów         | Łukasz Góral Włókniarz Łódź Piotr Krajewski Grunwald Poznań                   |
| 63 kg      | Lucjan Gralak ZKS Koszalin            | Dawid Kret ZKS Koszalin                | Cezary Jastreb AKS Białogard Radosław Wierzbicki ZKS Koszalin                 |
| 69 kg      | Krystian Brzozowski GKS Górnik Łęczna | Radosław Kurowski Lotnik Wrocław       | Krystian Mazan Stal Rzeszów Mariusz Wójcik AZS-AWF Warszawa                   |
| 76 kg      | Radosław Horbik Śląsk Milicz          | Paweł Jajeczko AKS Białogard           | Michał Marcinkiewicz GKS Górnik Łęczna Norbert Świerblewski Gwiazda Bydgoszcz |
| 85 kg      | Michał Stanisławski Gwardia Warszawa  | Mateusz Gucman ZKS Górażdże            | Piotr Gieral Legia Warszawa Marcin Jurecki AKS Białogard                      |
| 97 kg      | Maksymilian Witek GKS Górnik Łęczna   | Bartłomiej Bartnicki Gwiazda Bydgoszcz | Remigiusz Lis AKS Białogard Tomasz Szczerek AKS Białogard                     |
| 130 kg     | Tomasz Szewczyk Start Krasnystaw      | Adam Chojnacki Grunwald Poznań         | Marek Garmulewicz Piast Wola Radosław Jankowski LKS Ceramik Krotoszyn         |

#### Styl klasyczny
| Kategoria: | Złoto:                              | Srebro:                                  | Brąz:                                                                        |
| 54 kg      | Dariusz Jabłoński Cement Gryf Chełm | Piotr Jabłoński Cement Gryf Chełm        | Marek Gawlik Wisłoka Dębica' Tomasz Świerk Zagłębie Wałbrzych                |
| 58 kg      | Grzegorz Szyszka PTC Pabianice      | Lucjan Kwit Zagłębie Wałbrzych           | Zdzisław Biały Cement Gryf Chełm Łukasz Niewiadomski Legia Warszawa          |
| 63 kg      | Włodzimierz Zawadzki Legia Warszawa | Krzysztof Szczepanik Wisłoka Dębica      | Maciej Szczepanik AKS Piotrków Trybunalski Grzegorz Śnieżek Agros Żary       |
| 69 kg      | Ryszard Wolny Unia Racibórz         | Jerzy Szeibinger Zagłębie Wałbrzych      | Piotr Hader Zagłębie Wałbrzych Marcin Panasiuk Legia Warszawa                |
| 76 kg      | Artur Michalkiewicz Śląsk Wrocław   | Michał Jaworski AKS Piotrków Trybunalski | Paweł Szustek Legia Warszawa Andrzej Tomaszewski Wisłoka Dębica              |
| 85 kg      | Marcin Letki Śląsk Wrocław          | Bartłomiej Pryczkowski Cartusia Kartuzy  | Artur Mikołajczyk Agros Żary Marek Szustek Legia Warszawa                    |
| 97 kg      | Marek Sitnik Śląsk Wrocław          | Maciej Korochoda Agros Żary              | Sebastian Grzelczyk PTC Pabianice Marek Kraszewski Śląsk Wrocław             |
| 130 kg     | Jacek Fafiński Legia Warszawa       | Jacek Jaracz Śląsk Wrocław               | Mirosław Aziewicz Bieżanowianka Kraków Robert Wajszczuk MOSiR Olimp Kostrzyn |